# صنعت کیوی در نیوزیلند

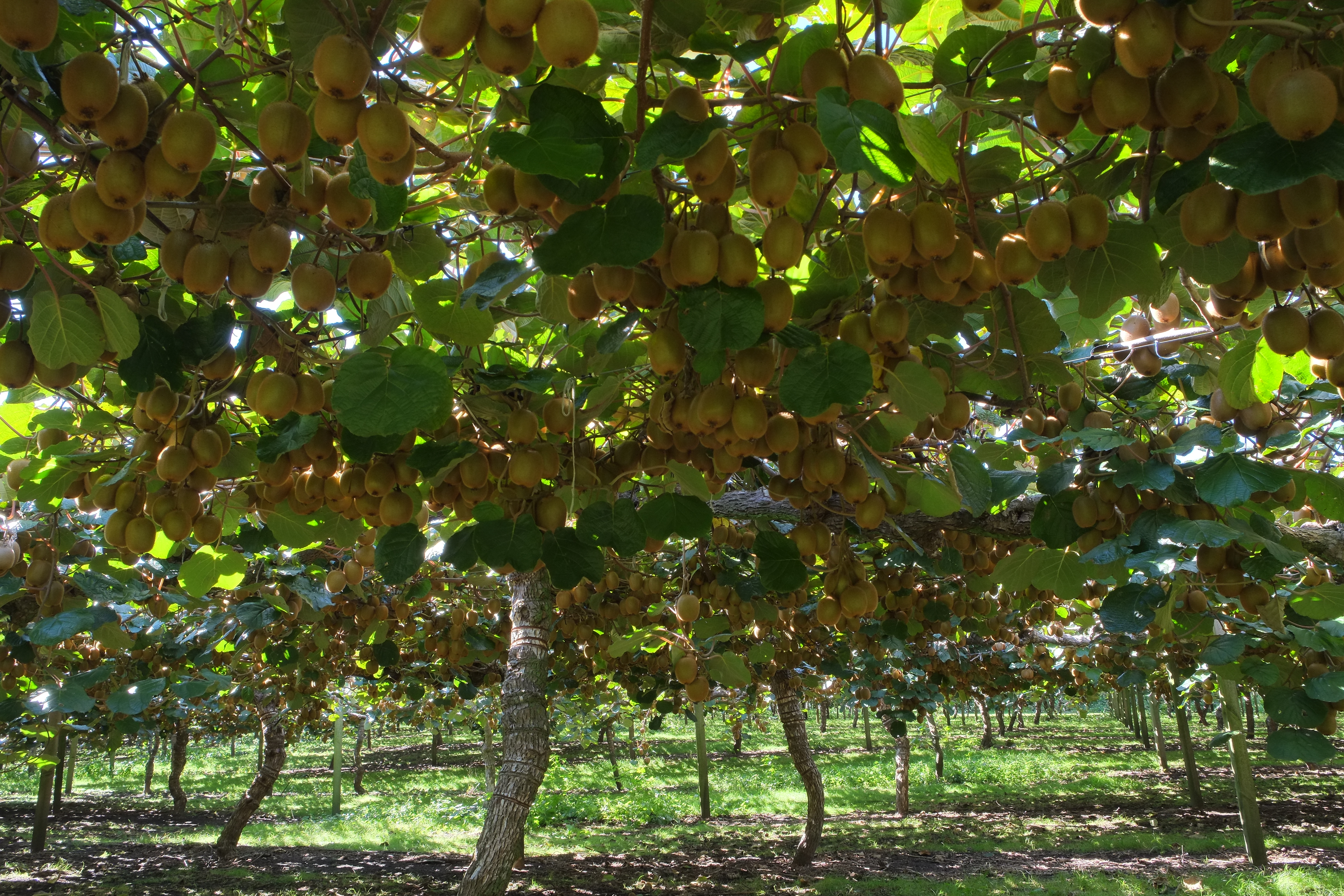
یک باغ کیوی در نزدیکی در خلیج پلنتی، نیوزیلند

کیوی یا کیوی یکی از محصولات عمده صادراتی باغبانی برای نیوزیلند است. نیوزیلند اولین کیوی تجاری قابل کشت را توسعه داد و بازارهای صادراتی را توسعه داد و تقاضا برای این میوه را که امروزه وجود دارد، ایجاد کرد. امروزه نیوزیلند دومین کشور تولیدکننده کیوی، پس از چین و ایتالیا است، و تقریباً ۳۰٪ از سهم بازار را در اختیار دارد. در فصل ۲۰۰۸–۲۰۰۹، ارزش صادرات کیوی نیوزیلند ۱٫۴۵ میلیارد دلار نیوزیلند بود.

## منشأ میوه

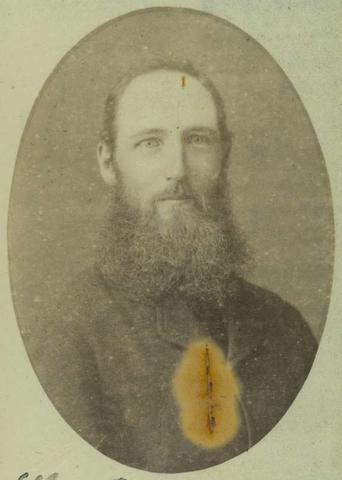
الکساندر آلیسون تاک‌های کیوی را در نزدیکی وانگانویی تکثیر کرد که در سال ۱۹۱۰ به اولین تاک‌های میوه‌دار در کشور تبدیل شدند.

کیوی از مناطق کوهستانی مرکز چین، از جمله استان‌های مدرن هونان و هوبئی، سرچشمه می‌گیرد. اگرچه در حال حاضر هیچ مدرکی مبنی بر کشت کیوی به عنوان یک محصول سنتی در چین وجود ندارد، حتی در اوایل قرن بیستم، جوامع روستایی در این مناطق به‌طور سنتی میوه‌های وحشی از جنس آکتینیدیا را برای فروش در بازارها جمع‌آوری می‌کردند.
کشت کیوی کرک‌دار در اوایل قرن بیستم از چین گسترش یافت، زمانی که بذرهای گونه 'کیوی کرکی' توسط مری ایزابل فریزر، مدیر کالج دخترانه وانگانویی، به نیوزیلند معرفی شد. فریزر پس از بازدید از خواهرش، یک معلم مبلغ مذهبی که در ییچانگ، استان هوبئی چین، در سال ۱۹۰۳ زندگی می‌کرد، بذرها را به نیوزیلند آورد. این میوه توسط ارنست هنری ویلسون، گردآورنده گیاهان بریتانیایی، در میان جوامع غربی ساکن ییچانگ رواج یافته بود و دانه‌هایی که فریزر با خود آورده بود، احتمالاً از گیاهانی بودند که توسط ویلسون از سیچوان جمع‌آوری شده بودند. در حالی که دانه‌های کیوی نیز در همان دوره زمانی به ایالات متحده و اروپا معرفی شدند، تنها دانه‌های نیوزیلند به انواع تجاری تبدیل شدند.
بذرها در سال ۱۹۰۶ توسط الکساندر آلیسون، متخصص نهالستان، در ملک خود در لتهام، در جنوب وانگانویی، کاشته شدند و تاک‌ها اولین بار در سال ۱۹۱۰ باردهی دادند. : ۱۸۳ آلیسون بذرها را به سایر نهالستان‌ها و باغداران در سراسر جزیره شمالی داد، و تا سال ۱۹۱۷، این گیاه با نام انگور فرنگی چینی به نهالستان‌ها فروخته می‌شد و پرورش‌دهندگان تشویق می‌شدند که میوه‌های کشیده یا بیضی‌شکل بزرگ‌تر را انتخاب کنند. این نام تا دهه ۱۹۶۰ نام رایج این میوه در نیوزیلند باقی ماند.
با گذشت زمان، ارقام متعددی توسط پرورش‌دهندگان مختلف پرورش داده شدند. در اوایل دهه ۱۹۵۰، هارولد موات از بخش تحقیقات میوه وزارت تحقیقات علمی و صنعتی، بسیاری از گونه‌های مهم شناخته شده، از جمله ابوت، آلیسون، برونو، گریسی، هیوارد، مونتگومری و الموود را طبقه‌بندی و استاندارد کرد. برونو، که به نام برونو جاست نامگذاری شده بود، به خاطر کشیده بودن خاصش شناخته می‌شد، در حالی که هیوارد مهم‌ترین رقم از نظر تجاری محسوب می‌شد. همه این ارقام از سه گیاه مجزا (یک تاک نر و دو تاک ماده) که توسط آلیسون پرورش داده شده‌اند، نشأت گرفته‌اند. هیوارد حدود سال ۱۹۲۴ در آوندیل، نیوزیلند توسعه یافت و به نام خالق آن، هیوارد رایت، نامگذاری شد. : ۱۸۷ اولین صادرات از سال ۱۹۵۹، : ۲۰۴ این رقم تا اواخر دهه ۱۹۶۰ به رقم غالب کیوی صادراتی از نیوزیلند تبدیل شده بود، و تا سال ۱۹۷۵ تنها رقم صادراتی بود، تا دهه ۱۹۹۰.

## ریشه‌های این صنعت
تا دهه ۱۹۲۰، گیاهان کیوی در نهالستان‌ها فروخته می‌شدند و در دهه‌های ۱۹۳۰ و ۱۹۴۰ به‌طور فزاینده‌ای محبوب شدند، اگرچه در درجه اول در باغ‌های خصوصی پرورش داده می‌شدند و گهگاه در بازارهای محلی فروخته می‌شدند. برونو جاست، پرورش‌دهنده، تأثیر عمده‌ای در ایجاد محبوبیت این گیاهان داشت، کسی که در اواخر دهه ۱۹۲۰ حدود ۸۰۰۰ تا ۱۰۰۰۰ گیاه را در سراسر جزیره شمالی، عمدتاً در مناطق تائورانگا و ته پوکه، فروخت. : ۱۸۸ اولین باغ‌های تجاری در نیوزیلند توسط فرد جی. واکر در اوایل دهه ۱۹۳۰ در نزدیکی وانگانویی تأسیس شد، : ۱۸۹–۱۹۰ و پس از آن، آنهایی که در خلیج فراوانی بودند. یکی از شناخته‌شده‌ترین باغداران اولیه خلیج پلنتی، جیم مک‌لافلین بود که اغلب به عنوان «پدر» صنعت کیوی از او یاد می‌شود و کاشت تاک را در سال ۱۹۳۲ در تِ پوک آغاز کرد. : ۱۹۱–۱۹۲ 
این محصول در طول جنگ جهانی دوم، به دلیل افزایش محدودیت‌ها در واردات میوه به نیوزیلند، علاقه بیشتری به نیوزیلند نشان داد : ۱۹۲ و این میوه در بین نظامیان بریتانیایی و آمریکایی مستقر در نیوزیلند در طول جنگ جهانی دوم محبوبیت پیدا کرد. تا دهه ۱۹۵۰، تعداد فزاینده‌ای از باغ‌های کیوی برای تأمین بازار داخلی کاشته شدند. : ۱۹۲ 
در سال ۱۹۵۲، مک‌لافلین به فدراسیون میوه نیوزیلند مراجعه کرد که موافقت کرد حمل و نقل و بازاریابی میوه به بازارهای خارج از کشور را تسهیل کند. این اولین صادرات انگور فرنگی چینی از نیوزیلند بود. صادرات بین‌المللی به دلیل تحقیقات پیشگامانه در مورد چگونگی قابلیت حمل و نقل میوه توسط جان پیلکینگتون هادسون و دیگران در وزارت کشاورزی ولینگتون امکان‌پذیر شد. محموله‌های اولیه از سال ۱۹۵۳ عمدتاً شامل کیوی رقم ابوت و تعداد کمی کیوی برونو بودند. این محموله‌ها عمدتاً به بریتانیا و استرالیا ارسال می‌شدند. : ۲۰۴ 
در سال ۱۹۵۵، وزارت تحقیقات علمی و صنعتی نیوزیلند اولین تحقیقات خود را در مورد اصلاح نژاد مرتبط با کیوی انجام داد، زمانی که این وزارتخانه کیوی قطب شمال (معروف به کیوی) را از انگلستان به نیوزیلند وارد کرد.

## تغییر نام تجاری انگور فرنگی چینی
در اواخر دهه ۱۹۵۰، واردکنندگان میوه در کالیفرنیا به دلیل ترس مأموران قرنطینه وزارت کشاورزی ایالات متحده از احتمال آلودگی به قارچ آنتراکنوز، که یک مشکل شناخته شده مرتبط با انگور فرنگی اروپایی است و در نزدیکی زمین رشد می‌کند و به راحتی توسط خاک آلوده می‌شود، مشکلاتی را در مورد نام انگور فرنگی چینی گزارش کردند. نام «ملونت» توسط هاروی ترنر از شرکت نیوزیلندی پیشنهاد شد و این میوه در دهه ۱۹۵۰ برای مدت کوتاهی با این نام به ایالات متحده صادر شد. یک واردکننده آمریکایی به نام نورمن سونداگ از شرکت زیل و شرکا در سانفرانسیسکو، شکایت کرد که این نام به بدی انگور فرنگی چینی است زیرا خربزه و انواع توت هر دو مشمول تعرفه‌های بالای واردات هستند و در عوض درخواست یک نام کوتاه مائوری کرد که به سرعت تداعی‌کننده نیوزیلند باشد.
نام کیوی توسط جک ترنر در جریان ملاقاتی بین سر هاروی ترنر، جک ترنر و گراهام ترنر در ژوئن ۱۹۵۹ ابداع شد. این نام به گونه‌ای انتخاب شد که مشابه میوه گل ساعتی باشد، اما کیوی را نیز در بر بگیرد، نامی غیررسمی که برای توصیف نیوزیلندی‌ها استفاده می‌شود و ترنر احساس می‌کرد که نظامیان ایالات متحده مستقر در اقیانوس آرام در طول جنگ جهانی دوم با آن ارتباط خوبی خواهند داشت. اولین اشاره چاپی شناخته شده به کیوی از بروشور که مربوط به سپتامبر ۱۹۵۹ است.
این نام جدید خیلی زود به‌طور گسترده در کالیفرنیا مورد استفاده قرار گرفت، که بخشی از آن به خاطر فریدا کاپلان، بنیانگذار شرکت فریدا در لوس آلامیتوس بود که نقش کلیدی در رواج کیوی در ایالات متحده داشت و مدیران فروشگاه‌های زنجیره‌ای را متقاعد کرد که این میوه را عرضه کنند. یکی دیگر از عوامل اصلی در ایجاد محبوبیت این نام، استفاده از آن توسط باغداران کالیفرنیایی بود که هنگام پرورش محصول در محل، این نام را برگزیدند. این میوه تا دهه ۱۹۶۰ در نیوزیلند همچنان با نام انگور فرنگی چینی شناخته می‌شد، اما به تدریج از محبوبیت آن کاسته شد. تا سال ۱۹۷۰، تمام صادرات نیوزیلند از نام کیوی استفاده می‌کردند.
افسانه‌های متعددی با نامگذاری کیوی مرتبط هستند، از جمله اینکه تغییر نام با احساسات ضد چینی در ایالات متحده مرتبط بوده است، یا اینکه این میوه به نام پرنده کیوی، نماد ملی نیوزیلند با ظاهری مشابه میوه، نامگذاری شده است.